# Tadżykistan na Letnich Igrzyskach Olimpijskich 2000
Tadżykistan na Letnich Igrzyskach Olimpijskich 2000 reprezentowało 4 zawodników: 2 mężczyzn i 2 kobiety.

## Skład kadry

### Lekkoatletyka
| Zawodnik           | Konkurencja      | Finał   | Finał   | Źródło |
| Zawodnik           | Konkurencja      | Wynik   | Miejsce | Źródło |
| ------------------ | ---------------- | ------- | ------- | ------ |
| Siergiej Zabawskij | maraton mężczyzn | 2:30:29 | 68.     | [ 1 ]  |
| Gulsara Dadabajewa | maraton kobiet   | 2:51:03 | 41.     | [ 2 ]  |

### Pływanie
| Zawodnik           | Konkurencja             | Eliminacje | Eliminacje | Półfinał | Półfinał | Finał | Finał   | Źródło |
| Zawodnik           | Konkurencja             | Czas       | Miejsce    | Czas     | Miejsce  | Czas  | Miejsce | Źródło |
| ------------------ | ----------------------- | ---------- | ---------- | -------- | -------- | ----- | ------- | ------ |
| Farhod Oripow      | 100 m dowolnym mężczyzn | DSQ        | DSQ        | NQ       | NQ       | NQ    | NQ      | [ 3 ]  |
| Katerina Izmajlowa | 100 m dowolnym kobiet   | 1:19,12    | 54.        | NQ       | NQ       | NQ    | NQ      | [ 4 ]  |